# فینال جام اتحادیه فوتبال انگلستان ۱۹۶۲
 فینال جام اتحادیه فوتبال انگلستان ۱۹۶۲، رقابت پایانی جام اتحادیه فوتبال انگلستان در سال ۱۹۶۲ میلادی است که مابین دو تیم باشگاه فوتبال نورویچ سیتی و باشگاه فوتبال راچدیل برگزار شده‌است.
این مسابقه که به صورت رفت و برگشت در تاریخ‌های ۲۶ آوریل ۱۹۶۲ و ۱ مه ۱۹۶۲ انجام شده‌است با نتیجه ۴ بر صفر به سود تیم باشگاه فوتبال نورویچ سیتی به پایان رسید.